# حدائق رواندا الوطنية

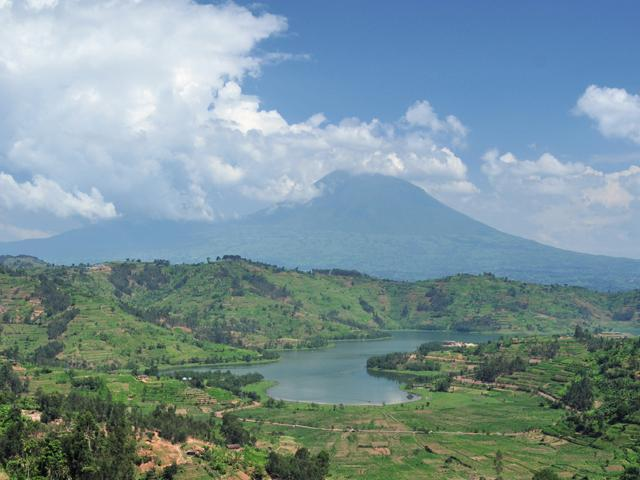

حدائق رواندا الوطنية هي نظام بيئي محمي ومحميات للحياة البرية توجد داخل حدود رواندا في شرق وسط أفريقيا. في عام 2012 تشملت هذه المناطق الطبيعية المحمية منتزة البراكين الوطني ومتنزة أكاغيرا وغابة نيونغوي. تدار الحداق من قبل مجلس التطوير الرواندي، بالإضافة إلى مجلس البنية التحتية للسياحة وجهاز تعزيز الحدائق.
تحمي كل حديقة نظامًا بيئيًا متميزًا ومتنوعًا من الأنواع. يقع منتزة البراكين الوطني على الحدود بين جمهورية الكونغو الديمقراطية وأوغندا، حيث تمتد سلسلة جبال فيرونجا البركانية، وهي الحديقة الأكثر دورانية في العالم والأقدم في إفريقيا. بالاقتران مع الحدائق المجاورة في البلدان المجاورة فإنها بمثابة الموئل الوحيد في العالم للغوريلا الجبلية، التي تزايدت أعدادها في الحدائق خلال العقد الماضي. أعداد الزائرين إلى الغوريلا محدودة للغاية ويجب شراء بطاقات المرور، في كثير من الأحيان تقدم من قبل مجلس التطوير الرواندي. القرود الذهبية تعيش أيضًا في جزء منفصل من الحديقة.
إلى الجنوب الشرقي على طول الحدود البوروندية، يستضيف متنزه نيونغوي الوطني عددًا كبيرًا من الشمبانزي ومجموعة متنوعة من الأنواع الرئيسية الأخرى في بيئة الغابات المطيرة المرتفعة.
الحدود الشرقية لرواندا على طول بحيرة فيكتوريا وتنزانيا، يقع موقع حديقة أكاجيرا الوطنية، تحمي الحديقة مجموعة متنوعة من الحيوانات الإفريقية في نظام إيكولوجي للسافانا، بما في ذلك الزرافات والفيلة والجاموس والبابون والغزلان والحمار الوحشي. كانت تسكن في الأصل في الحديقة ولكن تم إبادة هم بالتسمم أثناء الإبادة الجماعية في رواندا وبعدها. جري تسييج الحديقة للسماح بإعادة استيراد الأسود من جنوب إفريقيا في عام 2014.